# Limnas
Limnas är ett släkte av gräs. Limnas ingår i familjen gräs.
Kladogram enligt Catalogue of Life:
| Limnas | \| \| Limnas malyschevii \| \| \| \| \| \| Limnas stelleri \| \| \| \| \| \| Limnas veresczaginii \| \| \| \| |
|        | \| \| Limnas malyschevii \| \| \| \| \| \| Limnas stelleri \| \| \| \| \| \| Limnas veresczaginii \| \| \| \| |
|        | Limnas malyschevii                                                                                            |
|        | |
|        | Limnas stelleri                                                                                               |
|        | |
|        | Limnas veresczaginii                                                                                          |
|        | |